# ペドロ・フェルナンデス・デ・キロス
ペドロ・フェルナンデス・デ・キロス（Pedro Fernandes de Queirós（誕生名）、Pedro Fernández de Quirós（カスティーリャ語スペル）、1563 - 1615年）は、ポルトガル出身の航海者、探検者。スペインの太平洋航海：1595 - 1596年アルバロ・デ・メンダーニャ・デ・ネイラの航海、1605 - 1606年のテラ・アウストラリス調査に参加。

## 略歴
- 1563年、エヴォラで誕生
- 1589年、Dona Ana Chacon とマドリードで結婚：1男1女を授かる
- 1595年、アルバロ・デ・メンダーニャ・デ・ネイラのソロモン諸島植民に操縦士として参加。
- 1596年2月、フィリピンに上陸[2]
- 1598年、スペインに帰還、フェリペ3世に新たな太平洋航海支援を懇願
- 1600年、ローマでクレメンス8世の援助を得る
- 1603年3月、ペルーへ帰還、南太平洋のテラ・アウストラリス調査への許可を受諾
- 1605年12月21日、カヤオを出航：航海士 160名、船 San Pedro y San Pablo（150トン）、San Pedro（120トン）、Los Tres Reyes[3]
- 1606年5月、ニューヘブリディーズ諸島（現バヌアツ）到達、南部の島（現エスピリトゥサント島）をオーストリア系のフィリップ3世を讃え、La Austrialia [4] del Espiritu Santo (The Austrian Land of the Holy Spirit） と命名。植民地「ノヴァ・エルサルム」建設開始

- 1606年6月11日、沿岸調査に出航したキロスは悪天候により、エスピリトゥサント島帰港が不可能になりアカプルコ（メキシコ）を目指す
- 1606年11月、アカプルコ到着
  - キロスの副官を務めていたルイス・バーエス・デ・トーレスはエスピリトゥサント島でキロスを調査後、難破したと推定される。1607年5月、マニラに到達。ニューギニア南岸の海峡（現トレス海峡）を通過し海図に記す。
- 1607年、マドリード帰還
- 1615年、パナマで死去

## 論説
キロスはアベル・タスマンとジェイムズ・クックの前にオーストラリア大陸を発見していたとし、植民地「ノヴァ・エルサルム」は現グラッドストン（クイーンズランド州）近郊だとする説も存在する。